# Pharodoris
Pharodoris è un genere di molluschi nudibranchi della famiglia Dorididae.

## Tassonomia
Comprende le seguenti specie:
- Pharodoris diaphora Valdés, 2001 - specie tipo
- Pharodoris philippinensis Valdés, 2001